# ديانا باباس
ديانا ماري ستاجليانو (من مواليد DeAnna Marie Pappas) شخصية تلفزيونية اشتهرت بمشاركتها في الموسم 11 من برنامج تلفزيون الواقع البكالوريوس على قناة أي بي سي، والموسم الرابع من العازبة.

## الحياة الشخصية
في أغسطس 2010، أصبح باباس مخطوبًا لستيفن ستاجليانو،

## الروابط الخارجية
- ديانا باباس على موقع IMDb (الإنجليزية)

- DeAnna Pappas' Official Website
- ديانا باباس في قاعدة بيانات الأفلام على الإنترنت